# Jeserija
Jeserija je vrsta maurske ukrasne štuko djelatnosti u kojoj se koristio rezbareni gips. Jeseriju su maurski graditelji koristili i nakon rekonkviste (Mudéjar). Jeserija pripada muslimanskoj građevinskoj tradiciji i uglavnom je korištena kao ukras. Španjolska je najpoznatija po svojim primjerima jeserija u Alhambri i Sinagogi u Córdobi.

## Tehnika
Za obavljanje ovog posla korištene su različite tehnike:
- rezni nož ili tehnika: proces sijanja, gnječenja i formiranja vlažne smjese. Konačno, čišćenje i poliranje je učinjeno kako bi površina bila sjajna.

- Kalup: koristi se u velikoj mjeri za ponavljajuće frize ili natpise na grobnicama ili zgradama, na izvorima. Prvo se nacrta uzorak u prirodnoj veličini, a zatim se napravi kalup. Tipični biljni uzorci ili epigrafi u završnici posla mogu biti obojeni. Samo se ponekad tretira s uljem kako bi bilo vodootporno.

- Dizajn s matricom:

Mudéjar štuko je uobičajena u područjima Kastilje i Leóna, uglavnom u dolini rijeke Duero i Cerrato regije. Teme koje se koriste su iz repertoara hispano-muslimanske umjetnosti: biljke ili cvijeće, geometrijskih uzorci ili arapska epigrafija, iako se mogu naći i tekstovi na kastiljskom, latinskom i hebrejskom jeziku.